# Vieux-la-Romaine
Vieux-la-Romaine è un sito archeologico gallo romano del dipartimento del Calvados (Bassa Normandia) in Francia, che si trova presso l'attuale comune di Vieux, a circa 10 km a sud della città di Caen.
Corrispondeva alla città romana di Aregenua, capoluogo dei Viducassi, il cui nome significa in lingua gallica "sopra l'imboccatura" e deriva dalla sua posizione presso la Guigne, un piccolo affluente di sinistra del fiume Orne.
I resti antichi vennero scavati a partire dall'epoca di Luigi XIV

## Storia
La città venne fondata nel I secolo d.C. come capoluogo dei Viducassi, uno dei popoli gallici della Gallia Lugdunense. È citata come tappa nella Tavola Peutingeriana. Grazie all'iscrizione sulla base in calcare di una statua del 238 d.C. (nota come marbre de Thorigny), sappiamo che nel III secolo la città aveva privilegi fiscali e che i suoi magistrati erano cittadini romani.
La città declinò in seguito alle invasioni barbariche della fine del III secolo in favore della vicina città di Augustodurum (Bayeux), difesa da un castrum: non si dotò di una cinta muraria e non divenne mai sede episcopale. La città non venne tuttavia del tutto abbandonata e gli scavi archeologici hanno constatato restauri e nuove costruzioni di abitazioni e la presenza di monete e di prodotti artigianali importati.
Nell'alto Medioevo gli abitanti si trasferirono in un sito leggermente più a nord, utilizzando le rovine della città come cava di materiali per le proprie costruzioni. Ma la città era divenuta un semplice villaggio.
Dopo la scoperta del basamento di Thorigny nel 1580, i primi scavi sul sito iniziarono nel 1697.

## Descrizione
Aregenua si trovava lungo il Chemin haussé ("via rialzata"), la strada romana che attraversava la piana di Caen tra Bretteville-l'Orgueilleuse e Jort, identificata con uno degli itinerari presenti sulla Tavola Peutingeriana, e nota nel Medioevo come Chemin du duc Guillaume ("via del duca Guglielmo", in riferimento a Guglielmo il Conquistatore). Altre vie andavano verso il Cotentin, verso la regione dei Paesi della Loira, verso Lisieux e verso Rouen. Alcune di queste strade formarono nella città il reticolo dei cardini e dei decumani, che però non erano perfettamente rettilinei.
Sono state rinvenute diverse costruzioni monumentali:
- un acquedotto
- un teatro romano di circa 80 m di diametro, trasformato in anfiteatro nel II secolo
- delle terme romane pubbliche, donate da due magistrati cittadini nel III secolo
- un santuario nel quale fu rinvenuto un altare dedicato a Venere e Marte, i cui resti si trovano sotto l'attuale chiesa di Notre-Dame
- la domus nota come Casa del grande peristilio di grande ampiezza e con ricche decorazioni
- una basilica civile e una curia.

Nella parte sud-occidentale è stato individuato un quartiere artigianale, dove sono stati scoperti una bottega di un bronzista e dei forni per la produzione del vetro.

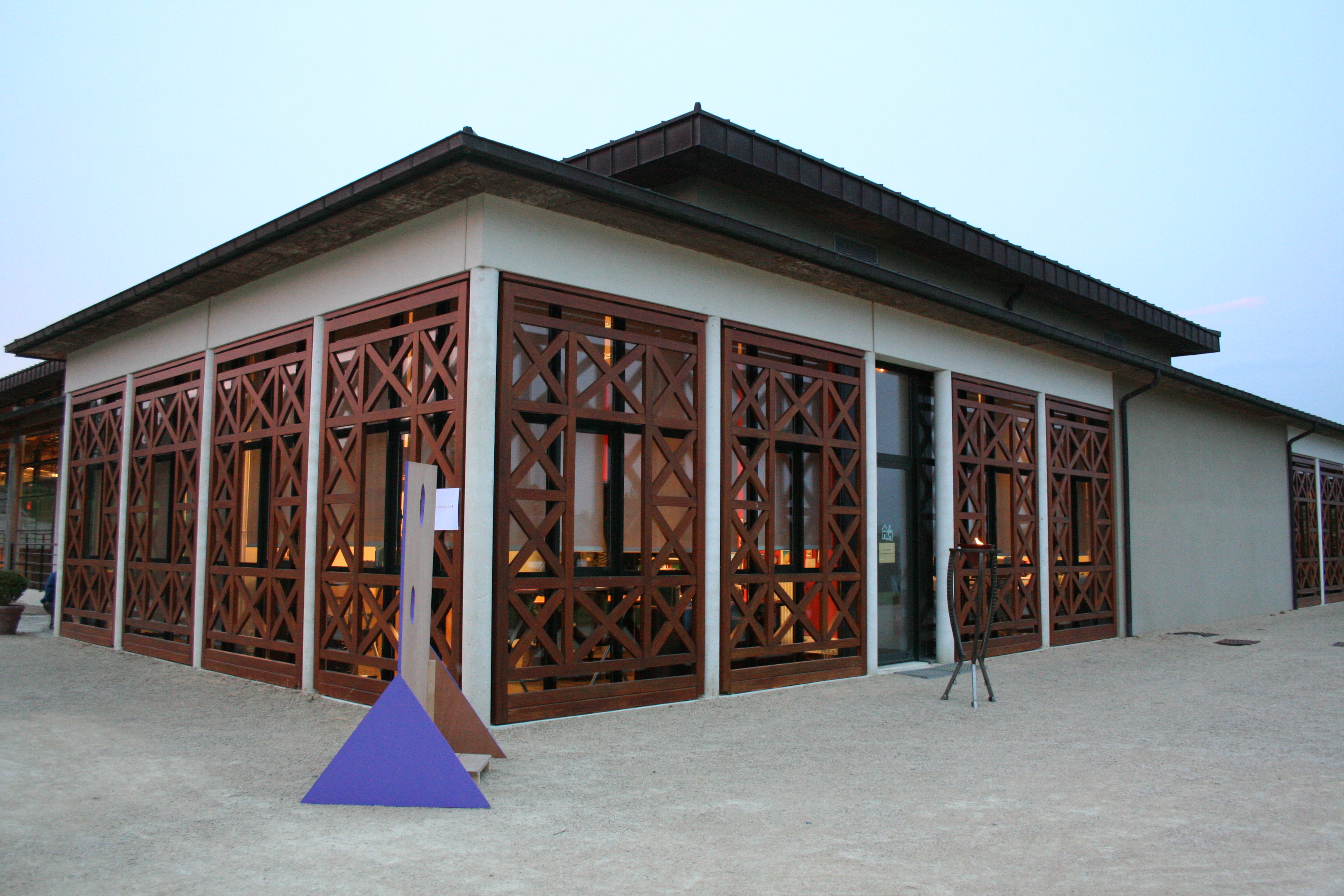
L'edificio del Museo di Vieux-la-Romaine

Nel sito è stato sistemato un Museo che ospita i ritrovamenti.
L'insieme dei resti archeologici ritrovati nel sito (Bas de Vieux) sono iscritti nell'inventario supplementare dei monumenti storici francesi (ISMH 27/06/1988). Le rovine del teatro romano sono conservate in due diversi luoghi: "Jardin Poulain" (classificate come monumento storico: CLMH 21/04/1980) e "l'école" (solo iscritte: ISMH 06/02/1980).